# 北平野 (姫路市)
北平野（きたひらの）は兵庫県姫路市の町名。北平野1丁目から6丁目までに分かれる。郵便番号670-0893。
本記事では北平野から分かれた以下の町についても解説する。
- 北平野南の町（きたひらのみなみのちょう）：郵便番号670-0887[12]

- 北平野奥垣内（きたひらのおくがいち）：郵便番号670-0892[13]

- 北平野台町（きたひらのだいちょう）：郵便番号670-0895[14]

各町とも住居表示実施済み。

## 地理
北平野は姫路市中心部北部、広峰山南麓に位置する。北に広嶺山（町名）、以下時計回りに白国、峰南町、城北新町、梅ヶ谷町、上大野と接する。北平野南の町は北平野の南端、北平野奥垣内は北端、北平野台町は西端に位置する。

## 歴史
上古は枚野里（ひらののさと）に属していた。『播磨国風土記』には「少野」であるので「枚野」と呼んだとあり、大野里（現・野里）の傍らの小さい野ということから傍（へら）の野ということで「枚野」と呼ばれたものか。また「飾磨」の地名は姫路駐屯地の敷地内に掛かる平野の「飾万」という字名を起源とし、飾磨郡・飾磨町⇒飾磨市⇒飾磨区（町名の冠称としての区）を経て飾磨駅周辺の区域を指すようになっている。『和名抄』には播磨国飾磨郡14郷の一つとして平野郷の名が見える。中世には平野北条・平野南条に分かれて、共に一部が称名寺領・広峰社領とされていた模様である。
江戸時代の平野村は飾東郡のうち姫路藩領（一部社寺領）で村高は「旧高旧領取締帳」では1056石余（うち惣社伊和明神社（現・射楯兵主神社）領150石・長谷寺（現・不動院（姫路市山野井町））領20石・正明寺領20石）。
大区小区制においては飾磨県では第8大区第8小区に、兵庫県では第8大区第1小区に属した。1874年（明治7年）村の山すそに平野学校を開設して当村と大野村との児童を教育した。1889年（明治22年）に城北村に属し、1897年（明治30年）に南東部が野砲兵第10連隊ほかの兵営地（現・姫路駐屯地）となる。1925年（大正14年）に同村が姫路市に合併しその一部・平野となる（参考：）。1933年（昭和8年）に姫路市中心部の平野町との区別のために北平野町と改称される。
1976年（昭和51年）に北平野のうち元・城北練兵場の区域が城北新町1丁目の一部・同2丁目になる。1983年（昭和58年）には中心部が北平野1～6丁目、南端が北平野南の町（町名は北平野の南部であることから）、北部が北平野奥垣内（町名は旧字名による）、西端が北平野台町（町名は梅ヶ谷峠付近で高くなっていることから）、南西部が梅ヶ谷町の一部、姫路駐屯地および姫路市立広峰小学校・広嶺中学校に掛かる部分が峰南町の一部となる。

## 世帯数と人口
2024年（令和6年）3月31日現在の人口は以下の通り。
| 丁目               | 世帯数   | 人口   |
| ------------------ | -------- | ------ |
| 北平野1丁目        | 262世帯  | 546人  |
| 北平野2丁目        | 416世帯  | 950人  |
| 北平野3丁目        | 147世帯  | 305人  |
| 北平野4丁目        | 175世帯  | 399人  |
| 北平野5丁目        | 219世帯  | 501人  |
| 北平野6丁目        | 309世帯  | 625人  |
| 北平野南の町       | 524世帯  | 1126人 |
| 北平野奥垣内       | 31世帯   | 68人   |
| 北平野台町         | 53世帯   | 114人  |
| 北平野（上記合計） | 2136世帯 | 4634人 |

それ以前の世帯数と人口は以下の通りである。
| 調査年             | 世帯数   | 人口   | 備考                                     | 出典          |
| ------------------ | -------- | ------ | ---------------------------------------- | ------------- |
| 1881年（明治14年） | 134戸    | 609人  | 平野村                                   | [ 21 ]        |
| 1891年（明治24年） | 138戸    | 649人  | （城北村）平野                           | [ 21 ]        |
| 1949年（昭和24年） | 118世帯  | 629人  | 北平野町                                 | [ 30 ] [ 31 ] |
| 1951年（昭和26年） | 143世帯  | 699人  | 北平野町                                 | [ 32 ]        |
| 1978年（昭和53年） | 1058世帯 | 4382人 | 北平野町                                 | [ 33 ]        |
| 1983年（昭和59年） | 1236世帯 | 3597人 | 町域確定後 （北平野を冠称する 町の合計） | [ 34 ]        |
| 1990年（平成2年）  | 1328世帯 | 3653人 | 町域確定後 （北平野を冠称する 町の合計） | [ 35 ]        |
| 1995年（平成7年）  | 1512世帯 | 3840人 | 町域確定後 （北平野を冠称する 町の合計） | [ 36 ]        |
| 2000年（平成12年） | 1591世帯 | 3896人 | 町域確定後 （北平野を冠称する 町の合計） | [ 37 ]        |

## 小・中学校の学区
市立小・中学校に通う場合、学区は以下の通りとなる。
| 番地 | 小学校             | 中学校             |
| ---- | ------------------ | ------------------ |
| 全域 | 姫路市立広峰小学校 | 姫路市立広嶺中学校 |

## 交通
- 山陽自動車道 - 広峰山トンネルが北平野奥垣内を貫通する。

- 兵庫県道516号姫路環状線

- 巡礼道 - 東方より書写山圓教寺へ至る巡礼道が北平野を通過していた[39]。

- 神姫バス「広嶺中学校前」バス停（3・11系統）、「北平野東口」バス停（5系統）、「北平野」「竹ヶ端」「平野西口」バス停（3・5・11系統）（ほか近隣に「平野南口」バス停（3・11）系統）[40]

## 施設・旧跡
- 神輿塚古墳（北平野奥垣内）（県史跡） - 『播磨鑑』にも名が見える古墳[41]。
- 天満神社（北平野奥垣内）[41]
- 不動滝（北平野奥垣内） - 付近の不動堂に不動像（絵）と役行者木像を祀り、修行の場であった[41]。

- 大歳神社（北平野4丁目） - 力石がある[41]。
- 織居神社（北平野4丁目） - 天保3年（1832年）の常夜灯がある[41]。
- コクゾウサン（北平野5丁目） - 北の大池から上がったという虚空蔵菩薩像を祀る祠[41]。
- 平野廃寺跡（北平野5丁目） - コクゾウサンの西150m付近にあったと伝わる[41]。
- 實貞山心光寺（北平野台町） - 黒田家菩提寺。前身は御着城主小寺氏の菩提寺だった。黒田職隆が浄土宗に改宗・改称させて佐土村（別所町佐土）から姫路へ移転、慶長13年（1608年）池田輝政の町割りの際に坂田町へ移された。1990年（平成2年）当地へ移転（跡地は姫路保健所）。黒田孝高らの位牌を祀るほか職隆廟から移築した門、灯籠等が残されている[42][43]。
- 認定こども園広峰保育園（北平野奥垣内）[44]

- 姫路市立広峰幼稚園（北平野2丁目）[45]
- 姫路北平野郵便局（北平野南の町）[46]

元・北平野に含まれる峰南町の区域
- 姫路駐屯地

- 姫路市立広峰小学校

- 姫路市立広嶺中学校